# Becak

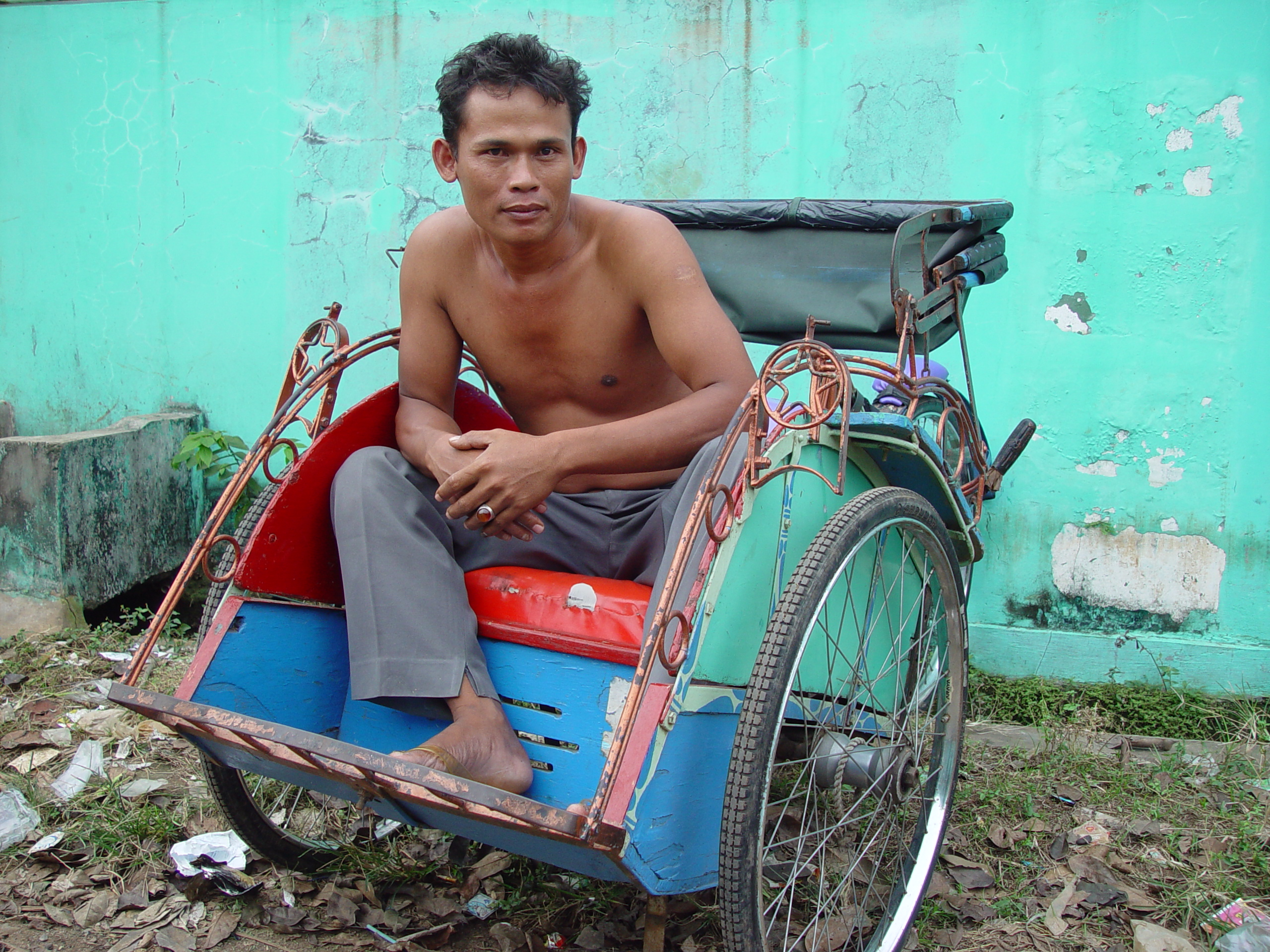
Un conducteur de becak à l'entrée de la ville de Jakarta en Indonésie.

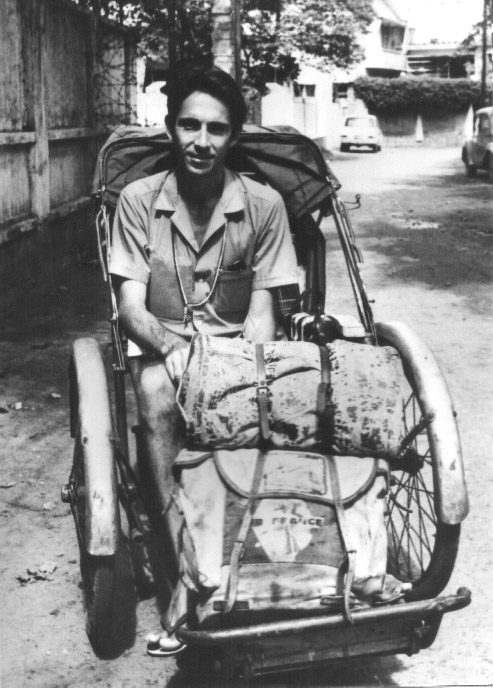
L'écrivain André Brugiroux dans un becak à Jakarta en 1970

Un becak (prononcé [betʃak]) est une sorte de cyclo-pousse spécifique à l'île de Java en Indonésie. Les cyclo-pousse de Sumatra, de Sulawesi et de Bornéo sont plus proches du rickshaw indien.